# Сюлов, Петер-Людвиг Мейделль
Петер Людвиг Мейделль Сюлов (более известен как Силов; норв. Peter Ludvig Mejdell Sylow; 12 декабря 1832, Христиания — 7 сентября 1918, там же) — норвежский математик. Автор нескольких работ по теории эллиптических функций и по теории групп.
С 1858 по 1898 годы был учителем в школе в городе Халден. В 1862 году Силов заменил профессора по теории Галуа в университете Осло, где он поставил задачу, которая привела к наиболее важному результату его жизни — так называемым теоремам Силова, опубликованным в 1872 году. В 1873—1881 годах совместно с Софусом Ли работал над изданием полного собрания работ Абеля. В 1898 году назначен профессором университета Осло.